# Diócesis de Fairbanks
La diócesis de Fairbanks (en latín: Dioecesis de Fairbanks y en inglés: Roman Catholic Diocese of Fairbanks) es una circunscripción eclesiástica latina de la Iglesia católica en Estados Unidos, sufragánea de la arquidiócesis de Anchorage-Juneau. El 11 de julio de 2023 el Papa Francisco nombra a Steven J. Maekawa, O.P. como nuevo obispo de la diócesis.

## Territorio y organización
La diócesis tiene 1 061 508 km² y extiende su jurisdicción sobre los fieles católicos de rito latino residentes en parte centro-septentrional del estado de Alaska. Geográficamente es la diócesis más grande de Estados Unidos.
La sede de la diócesis se encuentra en la ciudad de Fairbanks, en donde se halla la Catedral del Sagrado Corazón.
En 2021 en la diócesis existían 46 parroquias:
- Saint Ignatius Catholic Church, Alakanuk
- Saint Theresa Catholic Church, Aniak
- Saint Patrick Catholic Church, Barrow
- Immaculate Conception Catholic Church, Bethel
- Saint Catherine of Siena Catholic Church, Chefornak
- Sacred Heart Catholic Church, Chevak
- Our Lady of Sorrows Catholic Church, Delta Junction
- Saint Francis Xavier, Eagle
- Sacred Heart Catholic Church, Emmonak
- Immaculate Conception Catholic Church, Fairbanks
- Sacred Heart Cathedral, Fairbanks
- Saint Mark's University Parish, Fairbanks
- Saint Raphael Catholic Church, Fairbanks
- Saint John Berchmans Catholic Church, Galena
- Holy Mary of Guadalupe Catholic Church, Healy
- Holy Family Catholic Church, Holy Cross
- Little Flower of Jesus Catholic Church, Hooper Bay
- Saint Francis Regis Catholic Church, Huslia
- Immaculate Conception Catholic Church, Kalskag
- Saint Teresa Catholic Church, Kaltag
- Saint Joseph Catholic Church, Kotlik
- Saint Francis Xavier Catholic Church, Kotzebue
- Saint Patrick Catholic Church, Koyukuk
- Saint Jude Catholic Church, isla Diómedes Menor
- Immaculate Heart of Mary Catholic Church, Marshall
- Saint Michael Catholic Church, McGrath
- Saint Lawrence Catholic Church, Mountain Village
- Saint Theresa Catholic Church, Nenana
- Holy Family Catholic Church, Newtok
- Our Lady of Perpetual Help Catholic Church, Nightmute
- Saint Nicholas Catholic Church, North Pole
- Our Lady of the Snows Catholic Church, Nulato
- Saint Peter Catholic Church, Nunam Iqua
- Saint Charles Spinola Catholic Church, Pilot Station
- Saint Peter in Chains Catholic Church, Ruby
- Our Lady of Guadalupe Catholic Church, Russian Mission
- Church of the Nativity Catholic Church, Saint Mary's
- Saint Michael Catholic Church, Saint Michael
- Blessed Sacrament Catholic Church, Scammon Bay
- Saint Bernard Catholic Church, Stebbins
- Saint Aloysius Catholic Church, Tanana
- Saint Ann Catholic Church, Teller
- Holy Rosary Catholic Church, Tok
- Saint Peter the Fisherman Catholic Church, Toksook Bay
- Saint Joseph Catholic Church, Tununak
- Church of the Holy Angels Catholic Church, Unalakleet

## Historia
Las primeras misiones en Alaska comenzaron en la segunda mitad del siglo XIX, con una serie de viajes misioneros emprendidos por Charles-Jean Seghers, obispo de la diócesis de la Isla de Vancouver (hoy diócesis de Victoria), de la que dependía el territorio.
En la década de 1880, los jesuitas se hicieron cargo de la misión en Alaska.
La prefectura apostólica de Alaska fue erigida el 27 de julio de 1894, obteniendo su territorio de la diócesis de New Westminster (hoy arquidiócesis de Vancouver) y de la diócesis de la Isla de Vancouver. El primer prefecto apostólico fue el jesuita italiano Pasquale Tosi.
El 15 de febrero de 1917 la prefectura apostólica fue elevada a vicariato apostólico con el breve Quae catholico del papa Benedicto XV.
El 23 de junio de 1951 cedió una porción de su territorio para la erección de la diócesis de Juneau mediante la bula Evangelii Praeconum del papa Pío XII. El 22 de enero de 1966 cedió una porción de su territorio para la erección de la arquidiócesis de Anchorage mediante la bula Quam verae del papa Pablo VI. Hoy ambas circunscripciones están unidas como arquidiócesis de Anchorage-Juneau.
El 8 de agosto de 1962, como resultado de la bula Ad sacerdotalis dignitatis del papa Juan XXIII, el vicariato apostólico fue elevado a diócesis y tomó su nombre actual. Inicialmente estuvo inmediatamente sujeta a la Santa Sede, hasta su incorporación a la provincia eclesiástica de Anchorage en 1966.
En febrero de 2008 la diócesis anunció sus planes para albergarse en el Capítulo 11 de bancarrota, alegando la inhabilidad de pagar a 140 demandantes que reclamaban a la diócesis por el abuso sexual por sacerdotes o trabajadores de la Iglesia desde principio de 1950 a 1980. La Compañía de Jesús, provincia de Oregón, fue declarada codefensora en el juicio y se saldó con 50 millones de dólares. La diócesis, que declara un presupuesto operativo de unos 6 millones, dijo que una de las aseguradoras no intervino y reclamó que "participara de manera significativa".

## Estadísticas
De acuerdo al Anuario Pontificio 2022 la diócesis tenía a fines de 2021 un total de 11 570 fieles bautizados.
| Año                                                                             | Población            | Población | Población      | Sacerdotes | Sacerdotes    | Sacerdotes    | Bautizados por sacerdote | Diáconos permanentes | Religiosos | Religiosos | Parroquias |
| Año                                                                             | Bautizados católicos | Total     | % de católicos | Total      | Clero secular | Clero regular | Bautizados por sacerdote | Diáconos permanentes | Varones    | Mujeres    | Parroquias |
| ------------------------------------------------------------------------------- | -------------------- | --------- | -------------- | ---------- | ------------- | ------------- | ------------------------ | -------------------- | ---------- | ---------- | ---------- |
| 1950                                                                            | 11 892               | 132 000   | 9.0            | 35         | 9             | 26            | 339                      |                      | 35         | 73         | 25         |
| 1966                                                                            | 11 500               | 75 000    | 15.3           | 32         | 8             | 24            | 359                      |                      |            |            | 16         |
| 1970                                                                            | 12 775               | 88 269    | 14.5           | 37         | 2             | 35            | 345                      |                      | 42         | 24         | 24         |
| 1976                                                                            | 13 820               | 106 225   | 13.0           | 39         | 3             | 36            | 354                      | 4                    | 45         | 27         | 27         |
| 1980                                                                            | 14 200               | 118 600   | 12.0           | 40         | 4             | 36            | 355                      | 26                   | 46         | 51         | 27         |
| 1990                                                                            | 17 248               | 127 000   | 13.6           | 32         | 6             | 26            | 539                      | 38                   | 31         | 26         | 42         |
| 1999                                                                            | 16 846               | 141 759   | 11.9           | 29         | 5             | 24            | 580                      | 40                   | 4          | 16         | 41         |
| 2000                                                                            | 17 068               | 141 760   | 12.0           | 32         | 10            | 22            | 533                      | 41                   | 26         | 21         | 48         |
| 2001                                                                            | 17 132               | 145 223   | 11.8           | 28         | 11            | 17            | 611                      | 35                   | 21         | 20         | 48         |
| 2002                                                                            | 17 700               | 145 125   | 12.2           | 28         | 10            | 18            | 632                      | 35                   | 21         | 20         | 19         |
| 2003                                                                            | 18 931               | 144 291   | 13.1           | 24         | 9             | 15            | 788                      | 28                   | 18         | 15         | 48         |
| 2004                                                                            | 17 978               | 144 567   | 12.4           | 24         | 9             | 15            | 749                      | 29                   | 18         | 20         | 46         |
| 2006                                                                            | 18 000               | 160 000   | 11.3           | 27         | 12            | 15            | 666                      |                      | 18         | 20         | 47         |
| 2013                                                                            | 13 939               | 164 355   | 8.5            | 20         | 13            | 7             | 696                      | 25                   | 9          | 12         | 46         |
| 2016                                                                            | 12 475               | 167 544   | 7.4            | 17         | 9             | 8             | 733                      | 32                   | 10         | 7          | 46         |
| 2019                                                                            | 12 300               | 165 131   | 7.4            | 19         | 13            | 6             | 647                      | 26                   | 8          | 3          | 46         |
| 2021                                                                            | 11 570               | 166 835   | 6.9            | 18         | 11            | 7             | 642                      | 24                   | 9          | 1          | 46         |
| Fuente: Catholic-Hierarchy, que a su vez toma los datos del Anuario Pontificio. |                      |           |                |            |               |               |                          |                      |            |            |            |

Escuelas
- Monroe Catholic High School, Fairbanks

## Episcopologio
- Pasquale Tosi, S.I. † (27 de julio de 1894-13 de septiembre de 1897 renunció)
- Jean-Baptiste René, S.I. † (16 de marzo de 1897-28 de marzo de 1904 renunció)
- Joseph Raphael John Crimont, S.I. † (28 de marzo de 1904-20 de mayo de 1945 falleció)
- Walter James Fitzgerald, S.I. † (20 de mayo de 1945-19 de julio de 1947 falleció)
- Francis Doyle Gleeson, S.I. † (8 de enero de 1948-15 de noviembre de 1968 renunció[11])
- Robert Louis Whelan, S.I. † (15 de noviembre de 1968-1 de junio de 1985 retirado)
- Michael Joseph Kaniecki, S.I. † (1 de junio de 1985-6 de agosto de 2000 falleció)[12]
- Donald Joseph Kettler (7 de junio de 2002-20 de septiembre de 2013 nombrado obispo de Saint Cloud)[13]
- Chad William Zielinski (8 de noviembre de 2014-12 de julio de 2022 nombrado obispo de New Ulm)
  - Sede vacante, desde 2022 hasta el 11 de julio de 2023
- Steven J. Maekawa, O.P. (11 de julio de 2023)